# 马列主义武装宣传队
马列主义武装宣传队（土耳其語：Marksist Leninist Silahlı Propaganda Birlikleri，缩写为MLSPB），又称土耳其人民解放党—阵线/马列主义武装宣传队（THKP-C/Marksist Leninist Silahlı Propaganda Birliği），是土耳其的一个非法的共产主义组织。该组织成立于1975年，由土耳其人民解放党—阵线的一些前成员创建。该组织的意识形态是共产主义、马克思列宁主义。该组织的政治立场是极左翼。该组织是人民联合革命运动的成员。